# حملات عام 1815 الفرعية

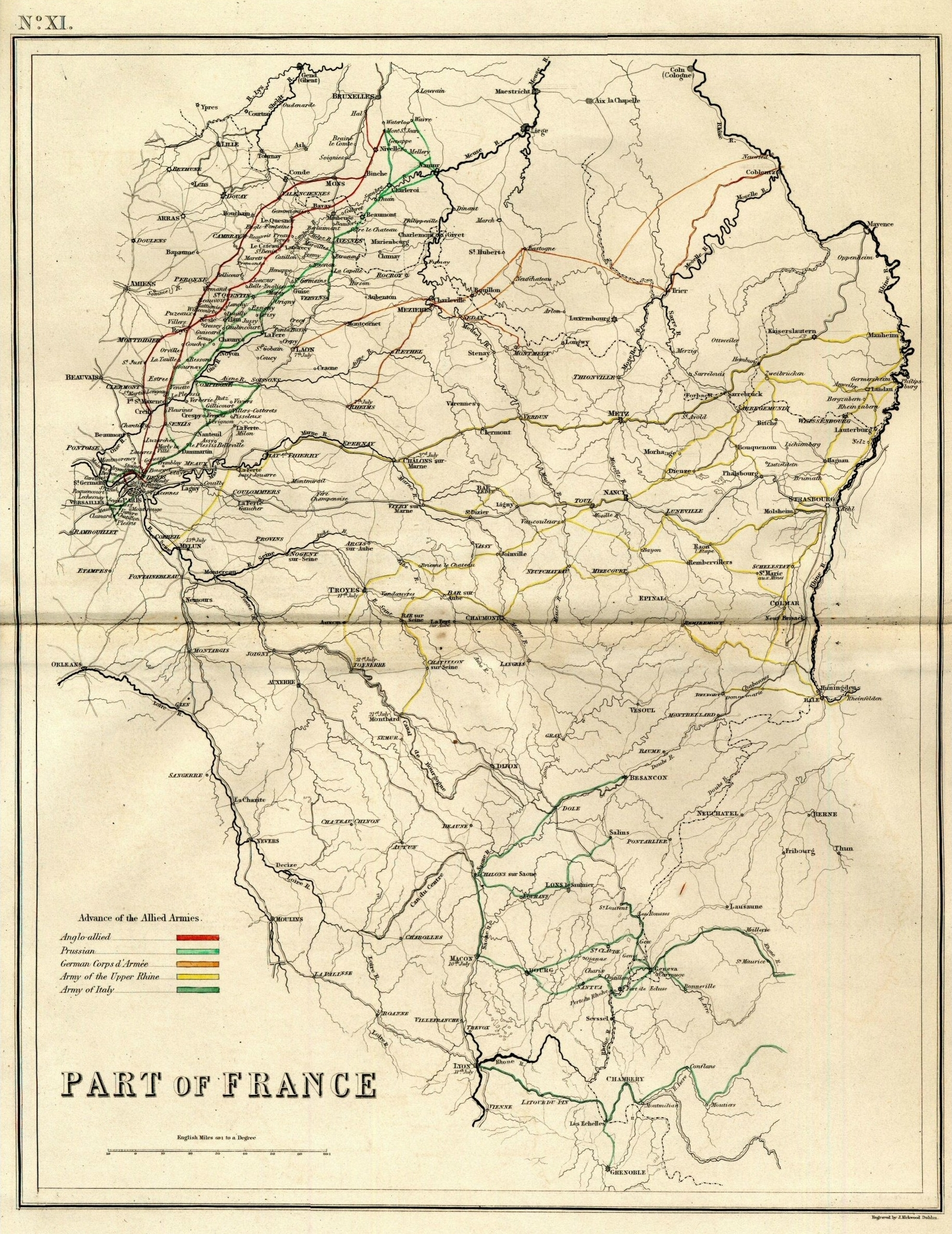
جزء من شمال وشرق فرنسا وخطوط التقدم المرمزة بالألوان لخمسة جيوش مختلفة من التحالف السابع

في 1 مارس عام 1815، هرب نابليون بونابرت من سجنه في جزيرة إلبا وأطلق محاولة لاستعادة إمبراطوريته. تعهد اتحاد القوى الأوروبية بمنعه من ذلك. خلال الفترة المعروفة باسم المئة يوم، اختار نابليون مواجهة جيشي الأمير جيبهارد فون بلوخر وآرثر ويلزلي دوق ويلينغتون فيما أصبح يُعرف باسم حملة واترلو. هُزم بشكل صاعق على يد الجيشين المتحالفين في معركة واترلو التي امتدت بعد ذلك إلى باريس، ما أجبر نابليون على التنازل عن العرش للمرة الثانية. قامت كل من روسيا والنمسا وبعض الدول الألمانية الصغيرة بإرسال جيوشها أيضًا للحرب ضده وغزت جميعها أرض فرنسا. من بين هذه الجيوش الأخرى التي شاركت في أكبر الحملات وشهدت أكبر قتال بين الجيشان النمساويان: جيش أعالي الراين وجيش إيطاليا.
كانت نتيجة معركة واترلو، التي تبعها تقدم جيشي بلوخر وويلينغتون على باريس، حاسمة جدًا ذلك أن الهدف العظيم من الحرب - تدمير قوة نابليون بونابرت واستعراش آل بوربون تحت حكم الملك لويس الثامن عشر في 8 يوليو عام 1815 - قد تحقق بينما كان جيشي أعالي الراين وإيطاليا قد بدآ بغزوهما للأراضي الفرنسية. لو أن النجاحات المصاحبة لجهود بلوخر وويلينغتون اتخذت طابعًا أقل جدية، لحلت الانتكاسات محل تلك النجاحات؛ فقد اكتسبت عمليات الجيوش من نهر الراين وعبر جبال الألب أهمية كبيرة في تاريخ الحرب: لكن المسار الجيد للأحداث في شمال فرنسا قد قلل إلى حد كبير الاهتمام الذي أثارته العمليات العسكرية في أجزاء أخرى من فرنسا. إن عمليات جيوش الاتحاد التي غزت فرنسا على طول حدودها الشرقية والجنوبية الشرقية؛ التي قدمت دليلًا واضحًا على أنها من بين العواقب الفورية لمعركة واترلو الحاسمة والاستيلاء السريع على باريس؛ كانت الوسيلة الوحيدة لتفادي الحرب الأعم والأطول والتي كان من المحتمل أن تحدث على هذه الحدود إذ كانت النتيجة مختلفة في بلجيكا التي شجعت الفرنسيين على التصرف بقوة وتشكيل دفاع أقوى على هذه الأجزاء من فرنسا.

## عمليات الانتشار الفرنسية
عند توليه العرش، وجد نابليون نفسه مع مجموعة صغيرة من البوربون بتعداد جيش يصل إلى 56،000 جندي منهم 46،000 كانوا مستعدين لخوض الحملة. بحلول نهاية شهر مايو، كان مجموع القوات المسلحة المتاحة لنابليون قد وصل إلى 198،000 جندي إلى جانب 66،000 آخرين مازالوا يتلقون تدريباتهم في معسكرات التدريب قبل التوزيع.
بحلول نهاية شهر مايو كان نابليون قد وزّع قواته على النحو التالي:
- الفيلق الأول (بقيادة جان بابتيست درويت) الذي تمركز بين مدينتي ليل وفالنسيان.
- الفيلق الثاني (بقيادة هونور تشارلز ريل) الذي تمركز بين مدينتي فالنسيان وأفان.
- الفيلق الثالث (بقيادة دومينيكو فاندام) حول بلدية روكروا.
- الفيلق الرابع (بقيادة أيتين جيرار) الذي تمركز في مدينة متز.
- الفيلق السادس (بقيادة جورج موتون) الذي تمركز في مدينة لاون.

- احتياطي الفرسان (بقيادة أمانويل دي غروتشي) الذي تمركز في بلدية غيز.
- الحرس المَلَكي (بقيادة إدوارد مورتييه) الذي تمركز في باريس.

كان من المقرر تشكيل الفيلق السابق («جيش الشمال») بقيادة نابليون بونابرت للمشاركة في حملة واترلو. للدفاع عن فرنسا، قام بونابرت بنشر قواته المتبقية داخل فرنسا لمراقبة الأعداء الأجانب والمحليين بهدف تأخير الأول وقمع الأخير. بحلول شهر يونيو، تم تنظيم الفيالق على النحو التالي:
- الفيلق الخامس – جيش الراين بقيادة جان راب – الذي تمكز بالقرب من ستراسبورغ، المكون من 20 إلى 30 ألف جندي و 46 مدفعية.

تولت قوات أخرى حراسة الحدود الجنوبية الشرقية من بازل إلى نيس بالإضافة إلى مدينة ليون:
- الفيلق السابع – جيش الألب بقيادة لويس غابرييل سوشيت – المتمركز في ليون. تم تكليف هذا الجيش بالدفاع عن ليون ومراقبة جيش فريمونت النمساوي السرديني. تألف هذا الجيش من 13 إلى 23،500 ألف جندي و 42-46 مدفعية.[4]

- فيلق المراقبة الأول –  جيشجورا بقيادة كلود ليكورب – المتمركز في بيلفورت. تم تكليف هذا الجيش بمراقبة التحركات النمساوية عبر سويسرا بالإضافة إلى مراقبة الجيش السويسري بقيادة الجنرال باخمان. تألف هذا الجيش من 5392 – 8400 ألف جندي و 38 مدفعية.
- فيلق المراقبة الثاني – جيش فار بقيادة ويليام برون – المتمركز في تولون. تألفهذا الجيش من 10،000 جندي.

بالإضافة إلى ذلك، تم توزيع قوتين رئيسيتين أخرتين:
- تم توزيع 8000 جندي تحت قيادة برتران كلوزيل حول تولوز وقوة أخرى بقيادة ديكاين حول بوردو لحراسة حدود البرانس.[5][3]
- تم توزيع 10،000 جدي بقيادة جيان ماكسيميلين لاماركو في فونديه لقمع التمرد المَلَكي في المنطقة.[6]